# Ga Lyon Saint-Exupéry
Ga Saint-Exupéry TGV (tiếng Pháp: Gare de Saint-Exupéry TGV, trước đây tên là Gare de Satolas) là một ga đường sắt gần Lyon, Pháp, nối trực tiếp với Sân bay Lyon-Saint Exupéry. Nhà ga này được xây dựng thêm vào hệ thống sân bay phục vụ tuyến tàu cao tốc TGV LGV Rhône-Alpes, một phần của tuyến chính chạy từ Paris đến Marseille. Nó nằm cách phía đông trung tâm thành phố Lyon gần 20 km.
Ga Saint-Exupéry do Santiago Calatrava thiết kế với chi phí xây dựng 750 triệu Francs và khánh thành ngày 3 tháng 7 năm 1994, cùng thời gian với tuyến tàu cao tốc đến Saint-Marcel-lès-Valence. Tòa nhà được xây dựng hầu hết bằng bê tông và thép.
Nhà ga có 6 track nằm lõm xuống. 2 track ở giữa nằm riên biệt cho phép các tàu chạy qua với vận tốc tối đa (300 km/h). Both sets of two tracks have platforms 500 m long. Về phía tây còn một mảnh đất bên cạnh dự trữ trong việc mở rộng trong tương lai. Bên trên 2 track này là một cầu bộ hành dài cho phép hành khách di chuyển dễ dàng đến các platform và có trang bị một số thang bộ hành.
Nhà ga này được kết nối với sân bay Lyon-Saint Exupéry bằng một cầu bộ hành có trang bị thang bộ hành. Sân bay này trong lịch sử từng là nơi có một nhà ga phục vụ tàu cao tốc, nhưng phần lớn hành khách ít sử dụng nó mà họ chủ yếu sử dụng ga Lyon-Perrache và Lyon Part-Dieu.
Do thiếu sự kết nối với hệ thống giao thông nội ô Lyon nên nhà ga này hiện có tần suất sử dụng thấp. Các chuyến đến từ trạm trung chuyển Rhônexpress (khánh thành tháng 8 năm 2010) không thể thay đổi tình trạng này do cư dân Lyon sẽ phải tìm cách đi lại dễ dàng hơn (và rẻ hơn) để đến các nhà ga trong thành phố. Yếu tố thuận lợi chính của nhà ga này là các hành khác đến bằng đường hàng không có thể đi về phía đông dễ dàng hơn.